# Uromastyx shobraki
Uromastyx shobraki là một loài thằn lằn trong họ Agamidae. Loài này được Wilms & Schmitz mô tả khoa học đầu tiên năm 2007.